# Aneta Kolańczyk
Aneta Kolańczyk, pseudonim „Teresa Rudowicz” (ur. 1969) – polska filolog polska, działaczka społeczna, animatorka kultury; poetka, autorka opowiadań; regionalistka.

## Życiorys
Wiersze, opowiadania i recenzje literackie publikowała w czasopismach literackich, m.in. kwartalnikach „eleWator” i „Migotania, przejaśnienia”, dwumiesięczniku „Topos” i miesięczniku „Twórczość”. Jurorka konkursów poetyckich w tym Konkursu Poetyckiego im. Rodziny Wiłkomirskich. Członkini Zarządu Stowarzyszenia Promocji Sztuki „Łyżka Mleka” i współorganizatorka Ogólnopolskiego Festiwalu Poetyckiego im. Wandy Karczewskiej odbywającego się w Kaliszu od 2011. Laureatka Nagrody Prezydenta Miasta Kalisza 2012 w dziedzinie działalności literackiej i wydawniczej. Jej tomik Podobno jest taka rzeka został wyróżniony w 53. Konkursie Polskiego Towarzystwa Wydawców Książek Najpiękniejsze Książki Roku 2012.

## Książki
poezja:
- Oni. Wiersze z pamięci (Zaułek Wydawniczy Pomyłka, Szczecin 2011)
- Podobno jest taka rzeka (Zaułek Wydawniczy Pomyłka, Szczecin 2012)
- Korzeń werbeny (Zaułek Wydawniczy Pomyłka, Szczecin 2013)
- Błędne ognie (Zaułek Wydawniczy Pomyłka, Szczecin 2014)
- Sonet. Spętanie (Zaułek Wydawniczy Pomyłka, Szczecin 2016) wspólnie z Izabela Fietkiewicz-Paszek, Darek Foks, Cezary Sikorski, Aleksandra Słowik
- In Tenebris (Zaułek Wydawniczy Pomyłka, Szczecin 2018)[5]
- Ekspres Warszawa-Kalisz (Zaułek Wydawniczy Pomyłka. Tarnowo 2021) wspólnie z Krzysztofem Michem[6]

opowiadania:
- Szczenię (Stowarzyszenie Promocji Sztuki „Łyżka Mleka”, Kalisz 2015)

bajki:
- Takie sobie bajeczki (Stowarzyszenie Promocji Sztuki Łyżka Mleka, Kalisz 2018)

biografie:
- Dzieciństwo i młodość Adama Asnyka (Falenica, Warszawa 2001)
- Kalisz – mała ojczyzna wielkich ludzi (Kropka, Kalisz 2002)
- Wieczna narzeczona. Literackie wędrówki po Wielkopolsce (Art Studio Oleksiak, Toruń 2003)
- Podróże nieZmyślone (Edytor Sławomir Woźniak, Kalisz 2008) wspólnie z Andrzejem Zmyślonym
- Adam Asnyk (Kaliskie Towarzystwo Przyjaciół Nauk, Kalisz 2018) – tom 16 serii Kaliszanie
- Maria Konopnicka (Kaliskie Towarzystwo Przyjaciół Nauk, Kalisz 2022) – tom 21 serii Kaliszanie[7]

inne publikacje:
- 44739. Wspomnienie o Marii Zarębińskiej – aktorce (Wydawnictwo Adam Marszałek, Toruń 2016) – częścią książki jest wywiad Anety Kolańczyk z Marią Broniewską-Pijanowską[8]

- wywiad z autorką (występującą jako Aneta Kolańczyk) jest częścią książki Beaty Patrycji Klary Rozmowy z piórami cz. 3 (Wydawnictwo Adam Marszałek, Toruń 2016) – w publikacji również m.in.: Anna Janko, Marta Fox, Barbara Gruszka-Zych, Bogusława Latawiec.